# U-355
Unterseeboot 355 foi um submarino alemão do Tipo VIIC, pertencente a Kriegsmarine que atuou durante a Segunda Guerra Mundial.

## Comandantes
| Comandante              | Data                                       |
| ----------------------- | ------------------------------------------ |
| KrvKpt. Günter La Baume | 29 de outubro de 1941 - 4 de abril de 1944 |

## Subordinação
Durante o seu tempo de serviço, esteve subordinado às seguintes flotilhas:
| Período                                     | Flotilha                                   |
| ------------------------------------------- | ------------------------------------------ |
| 29 de outubro de 1941 - 30 de junho de 1942 | 5. Unterseebootsflottille (treinamento)    |
| 1 de julho de 1942 - 4 de abril de 1944     | 11. Unterseebootsflottille (serviço ativo) |

## Operações conjuntas de ataque
O U-355 participou das seguinte operações de ataque combinado durante a sua carreira:
- Rudeltaktik Eisteufel (21 de junho de 1942 - 9 de julho de 1942)
- Rudeltaktik Nebelkönig (27 de julho de 1942 - 14 de agosto de 1942)
- Rudeltaktik Eisbär (27 de março de 1943 - 15 de abril de 1943)
- Rudeltaktik Monsun (19 de outubro de 1943 - 21 de outubro de 1943)
- Rudeltaktik Blitz (26 de março de 1944 - 4 de abril de 1944)